# Cdparanoia

cdparanoia — CD риппер для UNIX-подобных операционных систем и для BeOS, разработан некоммерческой организацией Xiph.Org. Также существует библиотека libparanoia, ставшей стандартной в KDE и GNOME.
Программа является фронт-эндом к библиотеке libparanoia. Основной принцип разработки cdparanoia — «слишком много функций портят программу», главная её функция — как можно лучше работать с CD-приводом.
Cdparanoia разработана организацией Xiph.Org, которая предоставляет публичный доступ только для чтения к subversion проекта. Проект начался c патчей к cdda2wav, предоставляющим коррекцию ошибок и поддержку большего числа приводов. Они были названы Paranoia I и Paranoia II. Paranoia III, выпущенная в январе 1998 года, была отдельной библиотекой для BeOS и Linux.